# Alexander Newton Winchell
Alexander Newton Winchell (* 2. März 1874 in Minneapolis, Minnesota; † 7. Juni 1958 in New Haven, Connecticut) war ein US-amerikanischer Geologe und Mineraloge. Er war der Sohn von Newton Horace Winchell.
Winchell war ab 1900 Professor an der Montana School of Mines, von 1907 bis 1944 an der University of Wisconsin, 1948/49 an der University of Virginia und 1949/50 in New York.
Er lieferte bedeutende Arbeiten über Silicate und über die Zusammenhänge zwischen den chemischen und optischen Eigenschaften kristalliner Verbindungen. Für seine Verdienste wurde er 1955 mit der Roebling-Medaille der Mineralogical Society of America ausgezeichnet.
Sein Sohn Horace Winchell (1915–1993) war ebenfalls ein bekannter Geologe, Professor an der Yale University.

## Schriften
- Elements of optical mineralogy
  - Teil 1: Principles and methods, Wiley, 5. Auflage 1937
  - Teil 2: Descriptions of minerals, Wiley 1927, 4. Auflage 1951
  - Teil 3: Determinative tables, Wiley, 2. Auflage 1939
  - Die erste Auflage erschien gemeinsam mit seinem Vater 1909
- mit Horace Winchell: Microscopic properties of artificial inorganic solids, Academic Press 1964 (zuerst als Optic and microscopic characters of artificial minerals, Madison 1927)
- Elements of mineralogy, Prentice-Hall 1942
- The optical properties of organic compounds, Academic Press 1954